# Bruckenhaus
Bruckenhaus ist ein Einzelhof des Gemeindeteils Frickenhofen von Gschwend im Ostalbkreis in Baden-Württemberg.

## Beschreibung
Der Ort besteht aus nur einer Hausnummer. Er steht etwa 0,7 km nordöstlich des Frickenhofener Weilers Mittelbronn am obersten, überwiegend bewaldeten Hang, der sich von der Frickenhofer Höhe ins tief eingeschnittene Kochertal hinabzieht, in einer engen Lichtungsschneise, in der von Mittelbronn auf der Höhe ein Gemeindesträßchen zum Weiler Wimberg hinabführt. 
Im Gebiet südlich des Ortes entspringt der Kleine Wimbach, der an seinem Oberlauf Veitenbach genannt wird. Nördlich entspringt mit zwei Oberläufen der nach Osten in den Kleinen Wimbach fließende Winterbach.
Der Ort liegt inmitten des Naturparks Schwäbisch-Fränkischer Wald, er gehört zum Unterraum Kirnberger Wald des Waldgebiet am Mittleren Kocher genannten Naturraums.
Der Ort steht auf Stubensandstein (Löwenstein-Formation).

## Geschichte
Der Ort wurde das erste Mal 1894 erwähnt. Auf der Urkarte von 1830 ist an der Stelle bereits ein Gebäude eingezeichnet.